# Robert Guéï
Robert Guéï (16. března 1941, Kabakouma, Pobřeží slonoviny – 19. září 2002, Abidžan, Pobřeží slonoviny) byl po převratu v roce 1999 dočasným prezidentem Pobřeží slonoviny.

## Život
Guéï se narodil ve vesnici kmene Yakouba na západě regionu Man. Celý život byl především vojákem. Ještě za francouzské koloniální nadvlády navštěvoval vojenské školy, nejprve v Ouagadougou a později věhlasnou École Spéciale Militaire de Saint-Cyr. Byl pevným zastáncem prezidenta Houphouët-Boignyho, který jej roku 1990 jmenoval náčelníkem generálního štábu.
K novému prezidentu Bédiému jej již nevázala taková věrnost. Po několika rozepřích byl roku 1995 zbaven velitelské funkce a o dva roky později penzionován.
Bédiého sesadil vánoční převrat roku 1999. Guéï tento puč nevedl, avšak přijal nabídku, aby stál v čele junty jako hlava státu do nejbližších voleb, ve kterých se sám rozhodl řádně kandidovat na prezidenta. Guéï vyhlásil své vítězství. Podpora povstalců ovládajících Abidžan však do prezidentského úřadu vynesla Laurenta Gbagbu. Guéï se uchýlil do ústraní na venkov, zůstal však vlivným politikem a účastnil se usmiřovacích jednání v roce 2001, kdy se zavázal, že se neuchýlí k nedemokratickým způsobům řešení politických sporů. V září 2002 se však podílel na povstání a pokusu o státní převrat. Byl spolu se svojí ženou zabit a stal se tak jednou z prvních obětí občanské války v Pobřeží slonoviny, války, kterou nemalou měrou pomáhal rozpoutat.